# Stregda
Stregda ist ein Stadtteil von Eisenach im Wartburgkreis in Thüringen.

## Geografie
Stregda befindet sich unmittelbar nördlich von Eisenach am Nordrand des Eisenacher Tales. Durch den Ort fließt der Michelsbach, ein rechter Nebenfluss der Hörsel. Ein ehemals vorhandener See am Ortsrand ist verlandet und wird als Wiese genutzt. Die höchsten Erhebungen in der Gemarkung sind der Moseberg (364 m) im Westen, der Läuseberg (324 m) im Norden und der Wartenberg (303 m) im Osten.
Die Nachbarorte von Stregda sind die Stadt Eisenach im Süden und deren Stadtteile Hötzelsroda im Osten, Neukirchen und Madelungen im Norden und Nordwesten sowie im Westen die Gemeinde Krauthausen.

## Geschichte
Beim Abbau der Tonvorkommen wurden in den 1870er Jahren umfangreiche Reste einer bandkeramischen Siedlung am Michelsbach entdeckt und durch den damaligen Besitzer der Ziegelei, Johann Georg Bornemann, systematisch freigelegt und untersucht. Nach heutiger archäologischer Chronologie wurde inzwischen die Mehrzahl der Funde zur späten La-Tène-Kultur, LT D 2 zugeordnet. Es handelt sich dabei um eine der ältesten nachweisbaren Vorgängersiedlung im Eisenacher Stadtgebiet.
Die früheste urkundliche Nennung des Ortsnamens erfolgte in einem Dokument vom 23. August 1287. In diesem verleiht Landgraf Albrecht der Entartete seinen Leuten in „Stregede“ die niedere Gerichtsbarkeit und gestattet die Zollfreiheit auf den landgräflichen Märkten. Im Mittelalter war die Geschichte des Ortes eng mit der der benachbarten Stadt Eisenach verwoben, obwohl der Ort zum Amt Creuzburg gehörte. Als bisher frühester Besitzer des Dorfes gilt ein Ritter Gotzo von Remstedte, welcher seine Besitzungen im Dorf 1324 an das Nikolaikloster von Eisenach verkauft. Im 13. Jahrhundert wurde mit dem Bau der Stregdaer Kirche begonnen. Es war das älteste Steingebäude im Ort und wurde eine Filiale der Neukirchner Kirche St. Ulrich. Das Nikolaikloster unterhielt im Ort einen Wirtschaftshof. Am Schleiersborn wurde nach örtlicher Überlieferung die Wäsche der Nonnen gewaschen. Eine ebenfalls überlieferte Burgstelle im Mosewald nahe beim Dorf ist nicht nachweisbar, die bezeichnete Stelle und eine gepflasterte Zufahrtsstraße im Wald wurden als Rest mittelalterlicher Sandsteinbrüche ausgewiesen. Zahlreiche Bauwerke in der Eisenacher Altstadt wurden nachweislich mit Baumaterial aus den Mosewaldbrüchen errichtet, auch waren die Stregdaer als Frondienst mit der Pflasterung der Eisenacher Plätze und Gassen beauftragt.
Bei einem Großbrand am 25. Juni 1872 wurden 24 Wohnhäuser ein Raub der Flammen. Zu diesem Zeitpunkt besaß der Ort 65 Wohnhäuser und 350 Einwohner. Zum vorbeugenden Brandschutz wurde die Verschieferung bzw. Verputzung der Fachwerkhausfassaden gefördert. Weiterhin wurde die Feuerstraße angelegt, welche die langgezogene Häuserzeile entlang der Hauptstraße unterbrechen soll.
Die Stregdaer Kirche wurde mehrfach bei Kampfhandlungen und Plünderungen beschädigt und ausgeraubt, beispielsweise 1632 durch die Schweden, 1637 durch Kroaten und 1640 durch Bayerische Truppen. Die 1817 erfolgte bauliche Vergrößerung des Langhauses wurde instabil und deshalb musste die Kirche mit Genehmigung des Großherzoges 1906 bis auf die Fundamente abgetragen und neu errichtet werden. Die Einweihung erfolgte am 9. Dezember 1906.
Auf der Grundlage bedeutender Tonvorkommen entstanden nach 1870 am Südrand der Gemeinde modernste Ziegeleibetriebe, welche wesentlich für den raschen Aufbau des Wirtschaftsstandortes Eisenach wurden.
Zugleich wurde eine Grubenbahn für den Materialtransport angelegt und bis in die 1970er Jahre betrieben.
Noch vor Ausbruch des Zweiten Weltkrieges begannen im östlichen Mosewald und in der angrenzenden Flur die Arbeiten für den Bau von Bunkern und Schießplätzen für die in Eisenach befindliche Garnison. Zugleich wurde die Reichsautobahn projektiert und im Abschnitt Stregda auch zur Ausführung gebracht.
Nach der Wende wurde die Ziegelei stillgelegt. 1991 wurde Stregda Teil der Gemeinde Lerchenberg, welche 1994 nach Eisenach eingemeindet wurde. In dieser Zeit entstand am Südostrand der Gemeinde ein Gewerbegebiet, eine neue Verbindungsstraße nach Hötzelsroda wurde gebaut und im Norden Stregdas ein großflächiges Wohngebiet erschlossen. In den Jahren 2004 und 2005 wurde am südöstlich des Ortes fließenden Michelsbach ein Hochwasserrückhaltebecken errichtet, welches dem Hochwasserschutz der nördlichen Kernstadt Eisenachs dienen soll. In dem Becken können 35 Millionen Liter Wasser auf einer Fläche von 2,83 Hektar gestaut werden. Unter Förderung des Freistaates Thüringen wurden etwa 380.000 Euro investiert.
Auf einem Teil des früheren Ziegeleigeländes entstand ab 2005 das Freizeitareal Eisenach Arena, welches von 2005 bis 2010 die überregional bekannte Großraumdiskothek MAD beherbergte. 2008 wurde eine Ortsumgehungsstraße eingeweiht, die Stregda seither vom Durchgangsverkehr entlastet. Anfang November 2011 sorgte der Suizid der beiden mutmaßlichen Rechtsterroristen Mundlos und Böhnhardt in Stregda für bundesweite Aufmerksamkeit.

## Kultur und Sehenswürdigkeiten
- Kirche
- Gedenkstein für die Gefallenen des Ersten Weltkrieges
- Poststein und Töpfersborn im Mosewald

Das Kirmesfest, immer am 2. Wochenende im September gelegen, erfreut sich besonderer Beliebtheit. Zu Pfingsten organisiert der Heimatverein das Pfingstfest auf der nahegelegenen Pfingstweide unterhalb des Mosewaldes.

Impressionen
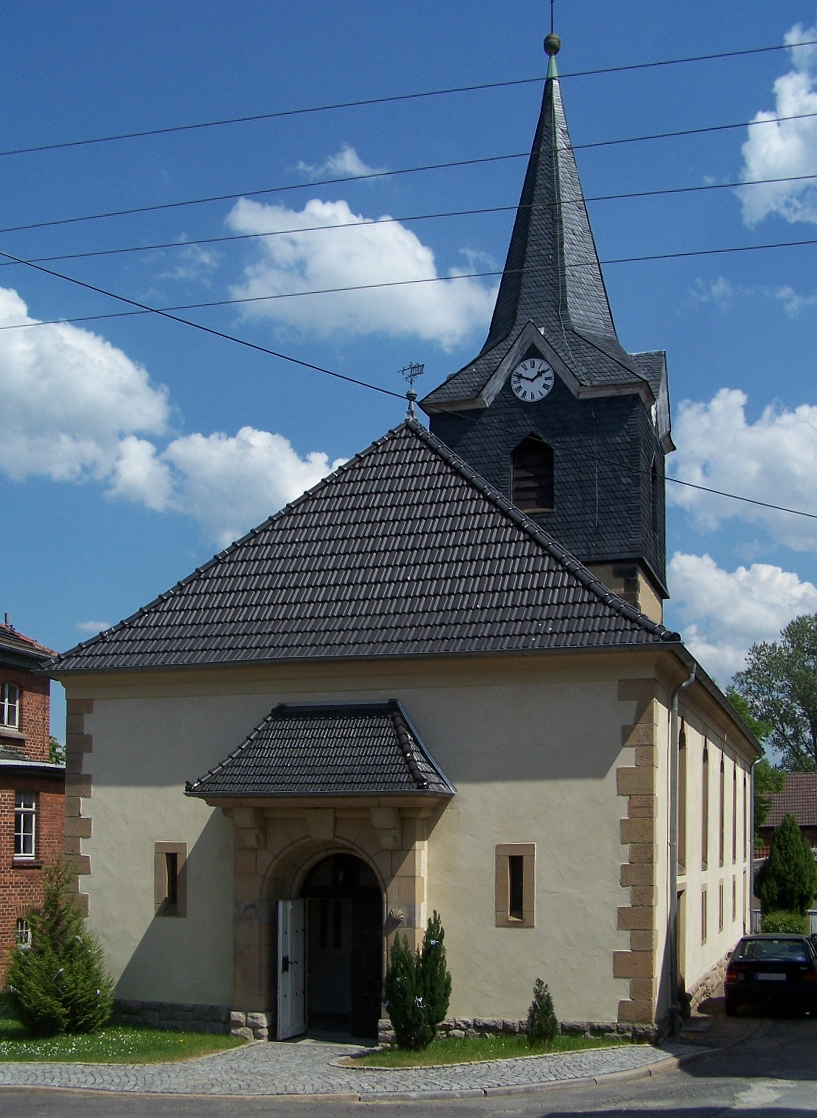
Kirche
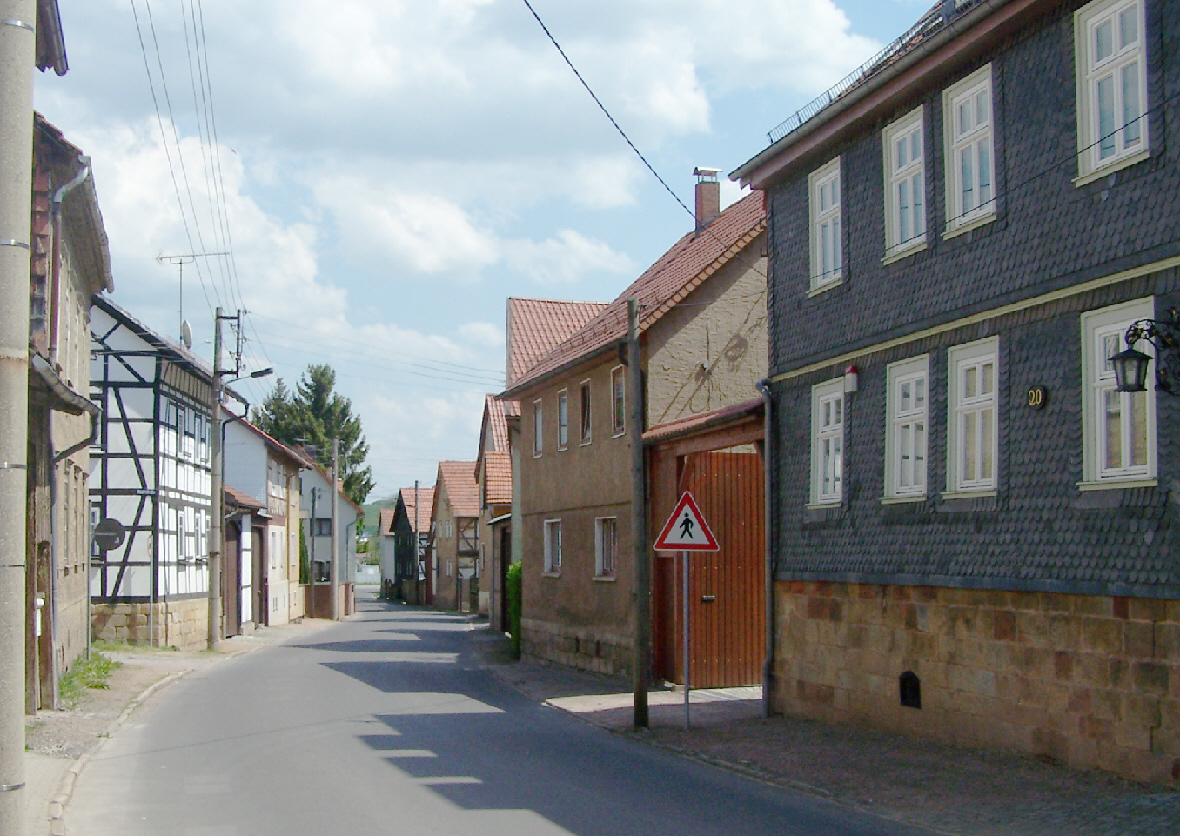
Untere Hauptstraße
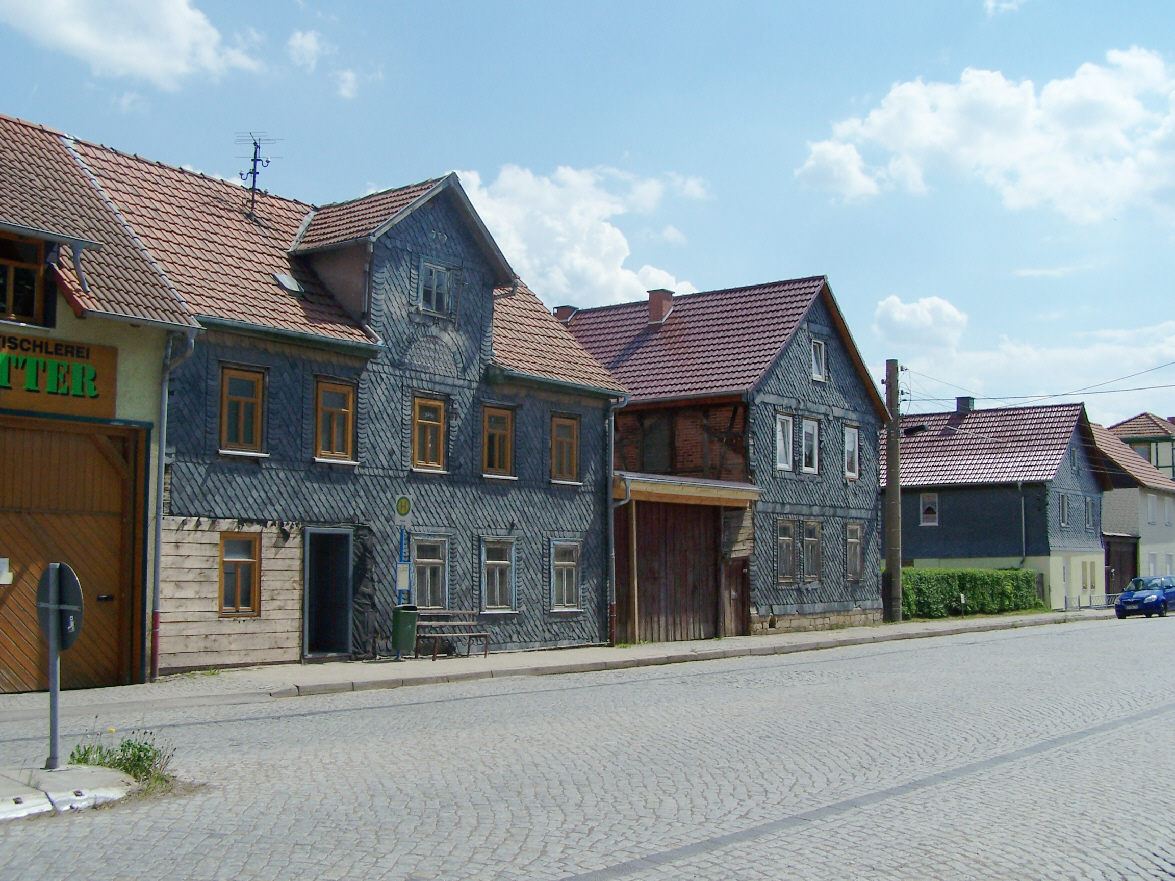
Mühlhäuser Chaussee
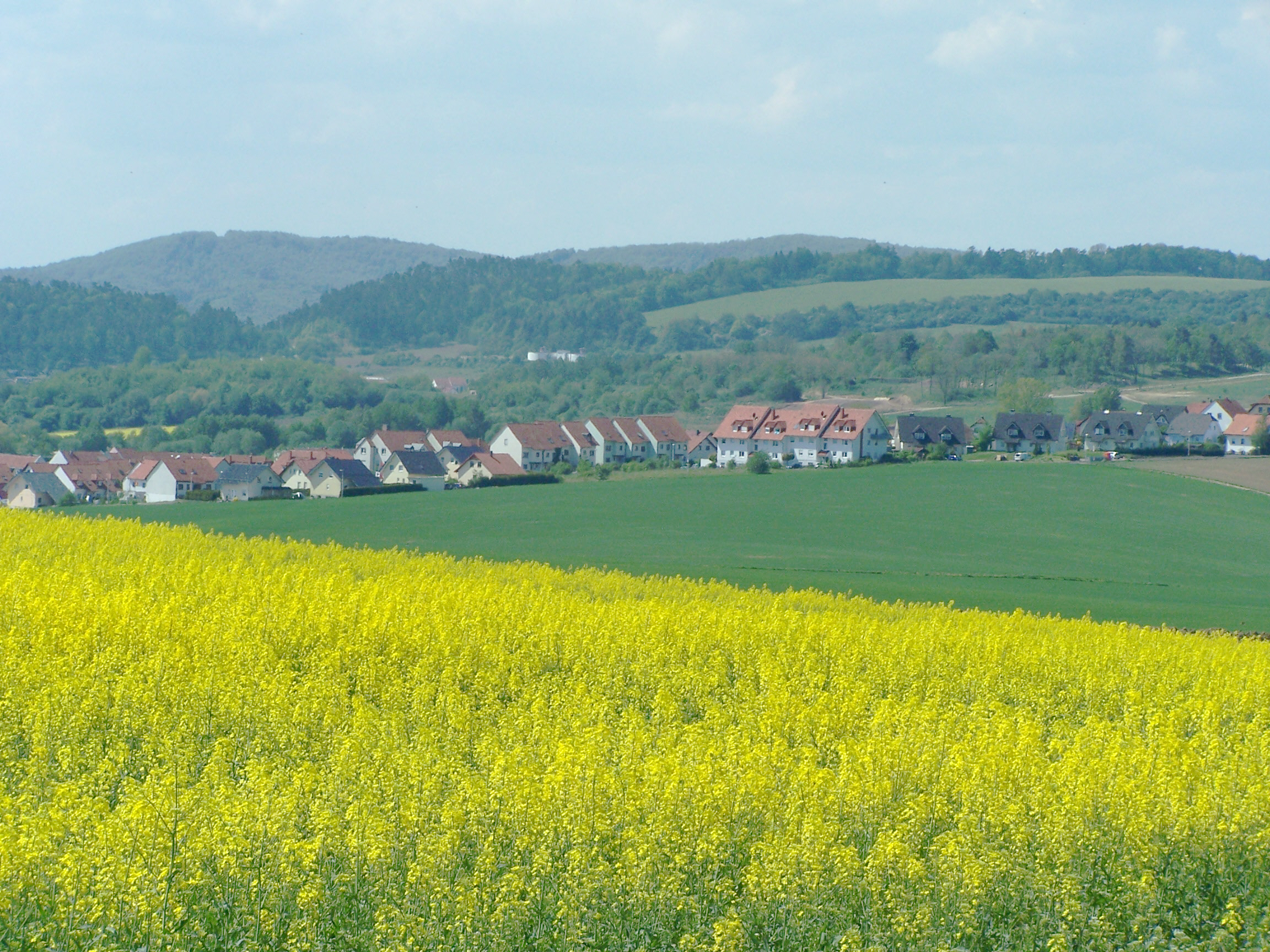
Neubausiedlung „Wartburgblick“ an der Madelunger Straße
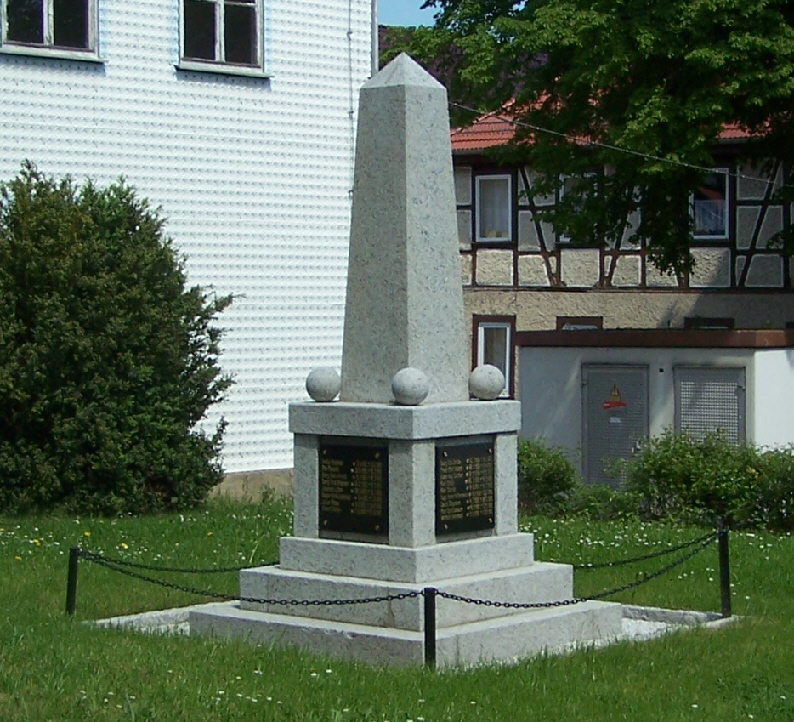
Gefallenendenkmal an der Kirche

## Verkehr

### ÖPNV
Die Buslinien 15, 170, 173 und 174 von Wartburgmobil verbinden die Ortslage mit dem Zentrum und dem Bahnhof von Eisenach sowie mit den umliegenden Orten Krauthausen, Creuzburg und Treffurt. Die Linien 160 und 161 der Verkehr Werraland OHG bieten Verbindungen mit Mihla, Nazza, dem Nationalpark Hainich und Mühlhausen/Thüringen.